# Lincoln Tomb
La Lincoln Tomb est un monument et le lieu de sépulture d'Abraham Lincoln, le 16e président des États-Unis, de sa femme Mary Todd Lincoln et de trois de ses quatre enfants.
Elle est située au cimetière d'Oak Ridge (en) à Springfield dans l'Illinois. Elle se compose notamment d'un imposant obélisque.
La Lincoln Tomb est National Historic Landmark en 1960 puis inscrite au Registre national des lieux historiques en 1966.

## Histoire
Le président Lincoln est assassiné en 1865. Il est décidé qu'il sera enterré à Springfield, dans l'Illinois, selon le choix du président selon sa veuve, après un voyage en train funéraire.
Le cercueil est d'abord placé dans un caveau temporaire, avant qu'il soit placé dans la tombe, achevée en 1872. Le sarcophage faillit être volé en 1876, pour chantage. Depuis, la tombe est alors gardée.
En raison de la médiocre qualité du premier tombeau, la tombe est reconstruite en 1901. Afin de bien vérifier que le cercueil de Lincoln n'avait pas été troublé, il est décidé de le rouvrir une dernière fois, devant une vingtaine de personnes. Il est ensuite enterré sous dix pieds de profondeurs, renforcé d'une grille d'acier.
Le monument abrite également la dernière demeure de Mary Todd Lincoln et de trois de ses quatre enfants, Edward, William (en) et Thomas.